# 니시도꾜조선제1초중급학교
니시도꾜조선제1초중급학교(일본어: 西東京朝鮮第一初中級学校 니시도쿄 조선 제1 초중급학교[*])는 일본 도쿄도 다치카와시에 위치한 조선학교이다.

## 학과
- 초급부
- 중급부